# NA-2013
La NA-2013 es una carretera que comunica la ermita de la Virgen de Muskilda en el término municipal de Ochagavía con el núcleo de este.
| Denominación | Kilómetro | Salida                            | Carretera                         | Dirección                         |
| ------------ | --------- | --------------------------------- | --------------------------------- | --------------------------------- |
| NA-2013      | 0         |                                   | NA-140                            | Ochagavía/Otsagabia Isaba/Izaba   |
| NA-2013      | 4         | Travesía de la Ermita de Muskilda | Travesía de la Ermita de Muskilda | Travesía de la Ermita de Muskilda |

- Datos: Q12264044